# Kodeks 0303
Kodeks 0303 (Gregory-Aland no. 0303) – grecki kodeks uncjalny Nowego Testamentu na pergaminie, datowany metodą paleograficzną na VII wiek. Rękopis jest przechowywany w Paryżu. Tekst rękopisu nie jest wykorzystywany we współczesnych wydaniach  greckiego Nowego Testamentu.

## Opis
Zachowała się 1 pergaminowa karta rękopisu, z greckim tekstem Ewangelii Łukasza (13,17-29). Karta kodeksu ma rozmiar 26,2 na 19,5 cm. Tekst jest pisany dwoma kolumnami na stronę, 23 linijek tekstu na stronie.
W Łk 13,22 miasto Jerozolima oddane zostało w formie Ιερουσαλημ, a nie Ιεροσολυμα, wariant kodeksu wspiera Kodeks Aleksandryjski, Bezy.

## Historia
Miejsce powstania rękopisu jest nieznane. Wskazywana bywa Europa, bez określenia kraju. INTF datuje rękopis 0303 na VII wiek, jakkolwiek z pewnym wahaniem .
Fragment nie jest cytowany w wydaniach greckiego Nowego Testamentu Nestle-Alanda (NA28). Nie jest cytowany w czwartym wydaniu Zjednoczonych Towarzystw Biblijnych (UBS4).
Rękopis jest przechowywany we  Francuskiej Bibliotece Narodowej (Supplément grec 1155 VII, fol. 19) w Paryżu .